# Nicolae Romanescupark

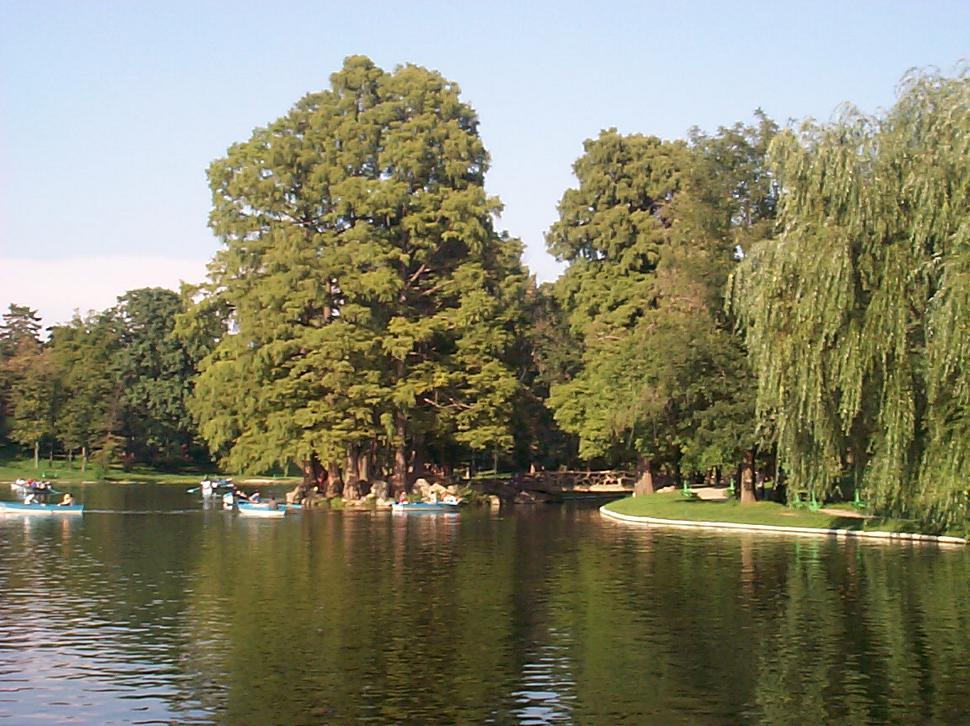
Een bebost gedeelte van het park

Het Nicolae Romanescupark (Roemeens: Parcul Nicolae Romanescu) is het grootste en bekendste park van Craiova, een stad in Roemenië. Met een oppervlakte van 96 hectare behoort het tot de grootste parken van Europa.
Het park werd aangelegd op initiatief van de toenmalige burgemeester van Craiova, Nicolae Romanescu. Als ontwerper trok hij de Franse landschapsarchitect Édouard Redont aan. Het ontwerp won een gouden medaille op de Parijse Wereldtentoonstelling van 1900. 
De aanleg van het park begon in 1897. In 1903 werd het in gebruik genomen in aanwezigheid van koning Carol I. Het heette destijds Bibescupark, naar de vroegere eigenaar van de grond waarop het park werd aangelegd. 
Het park omvat een hippodroom, een dierenpark (geopend in 1906 als een van de eerste in Roemenië), een botanische tuin, een quasi-middeleeuwse kasteelruïne, een hangbrug en een 4 ha groot meer. 